# Tumas Corona
La Tumas Corona è una struttura geologica della superficie di Venere.